# Upplands runinskrifter 585
Upplands runinskrifter 585 är en försvunnen vikingatida runsten som funnits i Igelsta, Söderby-Karls socken och Norrtälje kommun. Stenens mått är ungefär 1,80 meter hög och 0,75 meter bred. Den är försvunnen åtminstone sedan 1800-talet.

## Inskriften
Translitterering av runraden:
[: kitli:biarn : lit : kubta : þita : kiarþ : auk : abiarn · at · sun : sin : kuþan : sas : at : anutr : k- : u ×:× an : ta͡uþa͡r : kuþ : ialb... ...]
Normalisering till runsvenska:
Kætilbiorn let kumbl þetta gærva(?) ok Abiorn at sun sinn goðan sas at Anundr k- u an tauþar Guð hialp[i] ...
Översättning till nusvenska:
Kätilbjörn lät göra detta minnesmärke och Åbjörn åt sin gode son ... Anund ... Gud hjälpe ...